# Gnophos lignicolor
Gnophos lignicolor är en fjärilsart som beskrevs av W. Warren 1897. Gnophos lignicolor ingår i släktet Gnophos och familjen mätare. Inga underarter finns listade i Catalogue of Life.